# Gymnocephalus baloni
Espèce
Statut de conservation UICN

 LC  : Préoccupation mineure
Gymnocephalus baloni est une espèce de poissons d'eau douce de la famille des Percidae, découverte en 1974.

## Répartition
Cette espèce est présente dans le bassin versant du Danube, du Dniestr et du Dniepr.

## Description
La taille maximale connue pour Gymnocephalus baloni est de 150 mm.

## Étymologie
Gymnocephalus baloni est une espèce nommée en l'honneur de Eugene Kornel Balon, un zoologiste et ichtyologiste polono-canadien.

## Publication originale
- (en) Holčík & Hensel, 1974 : A new species of Gymnocephalus (Pisces: Percidae) from the Danube, with remarks on the genus. Copeia , vol. 1974, n. 2, p. 471-486[3] (introduction).